# Рославець Микола Андрійович
Микола Андрійович Рославець (нар. 4 січня 1881, Сураж, Чернігівська губернія — пом. 23 серпня 1944, Москва) — український і російський радянський композитор, скрипаль, музичний критик і громадський діяч.

## Біографія
Народився 24 грудня 1880 р. с.с. (4 січня 1881) в м. Сураж на Чернігівщині (сучасна Брянська обл.). Його професійна підготовка почалась в 1890-ті роки в Курську, в музичних класах Російського музичного товариства.
У 1901 він виїхав у Москву. Там 1901 (або 1902) р. вступив до консерваторії і закінчив її по класу композиції О. Ільїнського та С. Василенка та клас скрипки Івана Гржималі 1912 р. з Великою срібною медаллю.
Рославець відразу ввійшов до музичного світу як серйозний художник, і проявив себе як авангардист із авангардистів у той час, коли революційні ідеї композиторів «лівої» орієнтації ще тільки почали народжуватися. Від 1913 р. впевнено заявив про себе як зрілий, глибоко мислячий майстер з власним стилем і оригінальною композиторською технікою.

## Творчість
Інтенсивна інтелектуальна робота з весни 1912 по весну 1913 р. дала свої плоди — один за одним з'являлись в 1910-ті рр. його твори: вокальний цикл «Сумні пейзажі» за П. Верленом (1913), Перший струнний квартет (1913), симфонічна поема «В часи новолуння» (1913), «Ноктюрн» для арфи, гобоя, двох альтів і віолончелі (1913), «Три…» і «Чотири твори для голосу і фортепіано» (1913—1914), Перша скрипкова (1913), Перша і друга фортепіанні сонати (1914, 1916) і багато інших композицій, переважно в камерному жанрі.
Суть новації Рославця полягала в створенні особливої системи висотної організації музики — техніки синтетакорду (дванадцятитонової серійності). Приблизно в той самий час різними шляхами дійшли з однієї сторони Є. Голишев, І. Стравінський, М. Обухов, І. Вишнеградський, а з другої сторони (і значно пізніше) — композитори нововіденської школи А. Веберн, А. Шенберґ, А. Берґ на Заході. Заклавши основи нової композиторської техніки вони зробили переворот у тогочасній академічній музиці.

## Громадська робота
У 1917—1918 рр. Рославець був першим представником Ради робочих, сільських і солдатських депутатів в місті Єльці. В 1919-м — керував правління Московського губернського управління Всерабис (рос. Всероссийского объединения работников искусств).
У 1921—1923 роках стає професором і ректором Харківського музичного інституту та завідувачем відділу художнього виховання Наркомпроса УСРР. У ці роки він одним із перших став пропагувати в Радянському Союзі творчість «нововіденців» А. Веберна і А. Шенберґа. У цей час він вперше скомпонував вокально-інструментальний цикл на слова Т. Шевченка.
У 1923-1930-х рр. Рославець — редактор Головного репертуарного комітету, уповноважений Головліту по Державному музичному видавництву, викладач Московського музичного політехнікуму. Його діяльність тісно пов'язана з АСМ (Асоціація сучасної музики), ціллю якої було розвинути нові направлення вітчизняної музики; туди входили Н. Мясковський, Б. Асаф'єв, В. Щербачов, А. Александров, В. Бєляєв, В. Держановський, С. Фейнберг, Д. Шостакович, в Україні — Б.Лятошинський (голова), В.Косенко, Л.Лісовський, Б.Новосадський, тощо. Рославець був близьким знайомим з В. Каменським, В. Маяковським, його перу належать вокальний цикл на слова петербурзьких егофутуристів. Однак композитор, який крокував своєю дорогою, не повністю вписувався в їхнє коло. Місце «головуючого земної кулі від секції музики» в їх ряду зайняв Артур Лур'є.
Після революційних подій і Жовтневого перевороту Рославець продовжив писати музику в руслі знайденого методу: це вокальний цикл «Пламенний крут» (1920), Третій квартет (1920), Заповіт (1920), симфонічна поема «Людина і море» за Ш. Бодлером (1921), П'ять прелюдії для фортепіано (1921 — 1922), симфонічна поема «Кінець світла» за П. Лафаргом (1922), П'ята соната для фортепіано (1923), Друга соната для віолончелі й фортепіано (1924), Перший скрипковий концерт (1925) і багато других камерних творів.

## Репресії
Кінець 20-х рр. стали для композитора переломним етапом. Зі сторони діячів РАПМа (Російської асоціації пролетарських музик) і Пролеткульта, що виступали за примітив для мас, Рославець зазнав звинувачень в «буржуазної ідеології». Він змушений був писати покаянного листа до вищезгаданої інстанції.
Рославець виїхав в Ташкент, де в 1931 — 1933 рр. працював музичним керівником Радіоцентру, завідував музичною частиною і диригував постановками Узбецького музичного театру. Написаний ним перший узбецький балет-пантоміма «Пахта» («Хлопок») був поставлений в Ташкенті в 1933 р. Потім він вернувся в Москву і продовжив службу в різних державних закладах. Створена ним в цей час музика — професійно написана, але вже без творчого польоту.
В 1938 через важку хворобу (інсульт) оминув арешту.
Помер він 23 серпня 1944 після другого інсульту. Похований на Ваганьківському кладовищі.

## Рославець і Україна
До цього часу існують розбіжності відносно місця народження Рославця, яке в різних виданнях указується по різному. Так іноді вказується село Козаричі, сучасного Гордіївського району Брянської області, сам Рославець у своїй автобіографії місцем народження указував «глухе напівукраїнське, напівбілоруське містечко Душатин колишньої Чернігівської губернії» (тепер у Суразькому районі Брянщини). На Душатин, як місце народження Рославця, вказує і радянська «Музична енциклопедія». Сучасна дослідниця М. М. Лобанова зазначає, що Рославець у радянські роки змушений був приховувати своє справжнє походження, і таким чином наведені їм в автобіографії дані не є правдивими, і справжнім місцем його народження є Сураж. Але, в будь-якому разі достойменно, що народився Микола Рославець на Стародубщині, території колишньої української Гетьманщини, яка є нині частиною Брянської області Росії.
У своїй «Автобіографії» Рославець зазначав, що до дванадцяти років він «виконував відповідні віку селянські роботи: допомагав старшим у полі, на сінокосі, в саду, пас худобу (особливо любив водити коней „у нічне“)». У роду Рославця було багато умільців-самоучок — музикантів та скрипалів. Під впливом рідного дядька вже у віці 7-8 років Микола закохався у скрипку та вивчився грати на ній на слух. З 1893 року він уже заробляє на життя власною працею — наймається на службу в дрібні канцелярії, їде в Україну, але скрізь, де можливо, намагається здобути кращу музичну освіту, беручи, наприклад, у Конотопі уроки у «весільного» скрипаля-єврея. У Курську йому пощастило потрапити у музичні класи Російського Музичного Товариства, після закінчення яких у 1901 році він їде до Москви, де поступає до консерваторії. По класу композиції у консерваторії він навчається у Олександра Ільїнського та Сергія Василенка, а клас скрипки йому викладає І. Гржималі. 1912-го Рославець закінчує консерваторію з Великою срібною медаллю.
В Україну Рославець повертається 1921-го, і потрапляє до Харкова (тодішньої української столиці), де займає посаду ректора та професора Харківського музичного інституту, і одночасно завідує відділом художнього виховання Народного комісаріату освіти УРСР. Рославець створює вокально-інструментальний цикл на слова Тараса Шевченка, покладає на музику його «Заповіт», але водночас не відмовляється й від тенденцій західноєвропейського мистецтва, пропагуючи в Радянському Союзі творчість так званих «нововіденців» — А. Веберна, А. Шенберґа, та А. Берґа. Разом з ними Микола Рославець робить справжній переворот у тогочасному музичному розумінні, закладаючи основи нової композиторської техніки. Суть новації Рославця полягала у створенні особливої системи висотної організації музики — дванадцятитонової серійності. Музичні твори Рославця цієї пори — симфонічна поема «Людина і море» за Ш. Бодлером (1921), П'ять прелюдій для фортепіано (1921—1922), симфонічна поема «Кінець світу» за П. Лафарґом (1922), П'ята соната для фортепіано (1923), Друга соната для віолончелі та фортепіано (1924), Перший скрипковий концерт (1925) і багато інших камерних творів змусили писати про нього в найавторитетніших музичних виданнях того часу: «майстерність, технічна досконалість у виконанні, надзвичайна переконаність автора у своїх принципах — все це висунуло тепер його в перші ряди композиторів СРСР».
Але залізна завіса потрохи вже затуляла від громадян Радянської держави шлях на Захід. В Україні стало важко отримувати нову інформацію про музичне життя у Європі, тож 1923-го року Микола Рославець знову перебирається до Москви, де все-таки існувала якась можливість залишатися у курсі тих подій, що відбуваються на Заході. Тим не менш, вважає Рославця «своїм» і сучасна Україна, згадуючи про нього у численних виданнях як про «українського та російського композитора, скрипаля, музичного критика і діяча».

## Твори
- Симфонія c-moll (1910-і рр..); Kompositor International (Mainz) 51585
- «У години Молодого місяця» («В часы Новолуния»), симфонічна поема (1912—1913); SCHOTT ED 8107
- «Небо та Земля», містерія по Байрону (1912)
- Струнний квартет № 1 (1913); SCHOTT ED 8126
- Соната для скрипки та фортепіано № 1 (1913)
- Три етюди для фортепіано (1914); SCHOTT ED 7907
- Соната для фортепіано № 1 (1914); SCHOTT ED 7941
- Соната для фортепіано № 2 (1916); SCHOTT ED 8391
- Соната для скрипки та фортепіано № 2 (1917); SCHOTT ED 8043
- П'ять прелюдій для фортепіано (1919–1922); SCHOTT ED 7907
- Струнний квартет № 3 (1920); SCHOTT ED 8127
- Фортепіанне тріо № 2 (1920); SCHOTT ED 8059
- Соната для скрипки та фортепіано № 4 1920); SCHOTT ED 8044
- Фортепіанне тріо № 3 (1921); SCHOTT ED 8035
- Соната для віолончелі та фортепіано № 1 (1921); SCHOTT ED 8038
- «Людина та море», симфонічна поема за Бодлером (1921); втрачена
- «Роздум» («Раздумье»), для віолончелі та фортепіано (1921)
- Симфонія в чотирьох частинах (імовірно, Симфонія № 1) (1922); фрагменти партитури
- Соната для віолончелі та фортепіано № 2 (1922); SCHOTT ED 8039
- Соната для фортепіано № 5 (1923); SCHOTT ED 8392
- Концерт для скрипки та оркестру № 1 (1925); SCHOTT ED 7823 (партитура); SCHOTT ED 7824 (клавір)
- Камерна симфонія (незавершена, 1926, відома у вільній версії А. М. Раскатова)
- Соната для альта та фортепіано № 1 (1926); SCHOTT ED 8177
- «Жовтень» («Октябрь»), кантата (1927)
- Фортепіанне тріо № 4 (1927); SCHOTT ED 8036
- Соната для скрипки та фортепіано № 6 (1930-і рр..); SCHOTT ED 8431
- Соната для альта та фортепіано № 2 (1930-і рр..); SCHOTT ED 8178
- «Маслянка» («Пахта» Хлопок), балет-пантоміма (1931–1932)
- «Узбекистан», симфонічна поема (1932); збереглися фрагменти
- Камерна симфонія для 18 виконавців (в 4 частинах, 1934–1935); Kompositor International (Mainz) 51581
- Концерт для скрипки та оркестру № 2 (1936); Kompositor International (Mainz) 52700
- Струнний квартет № 5 (1941);SCHOTT ED 8128
- 24 прелюдії для скрипки та фортепіано (1941–1942); SCHOTT ED 7940